# Víctor Gil Lechoza
Víctor Gil Lechoza (* 11. Juni 1932 in Galdames; † 21. Juni 2001 in Minas) war römisch-katholischer Bischof von Minas.

## Leben
Víctor Gil Lechoza empfing am 13. August 1966 die Priesterweihe.
Papst Johannes Paul II. ernannte ihn am 9. November 1985 zum Bischof von Minas. Der Apostolische Nuntius in Uruguay, Franco Brambilla, weihte ihn am 14. Dezember desselben Jahres zum Bischof; Mitkonsekratoren waren Andrés María Rubio García SDB, Bischof von Mercedes, und Umberto Tonna Zanotta, Bischof von Florida. 
Als Wahlspruch wählte er Me amó y se entregó por mí.